# Camissecla cleocha
Camissecla cleocha is een vlinder uit de familie van de Lycaenidae. De wetenschappelijke naam van de soort werd als Thecla cleocha in 1870 gepubliceerd door William Chapman Hewitson.